# Văn thư học
Văn thư học (diplomatics) là một ngành học tập trung vào việc phân tích các tài liệu: đặc biệt là các tài liệu lịch sử. Nó tập trung vào các quy ước, giao thức và công thức đã được người tạo ra tài liệu sử dụng và sử dụng những quy ước này để biết thêm về các quy trình tạo ra tài liệu, truyền tải thông tin và tìm hiểu hơn về mối quan hệ giữa các thông tin được cho là thật mà tài liệu ghi lại và thực tế.
Bộ môn này ban đầu phát triển như một công cụ để nghiên cứu và xác định tính xác thực của các hiến chương chính thức và bằng tốt nghiệp do chancery hoàng gia và giáo hoàng phát hành. Sau đó, người ta nhận ra rằng các nguyên tắc cơ bản tương tự có thể được áp dụng cho các loại văn bản chính thức, văn kiện pháp luật, các tài liệu không chính thức như thư riêng, và gần đây nhất là cho siêu dữ liệu của hồ sơ điện tử.
Văn thư học là một trong những ngành khoa học bổ trợ của lịch sử. Không nên nhầm lẫn nó với ngành cổ văn tự học, vốn là ngành có liên quan tới nó. Trên thực tế, các kỹ thuật của văn thư học có nhiều điểm tương đồng với các kỹ thuật của các ngành phê bình văn bản và phê bình lịch sử.